# 21-cm-Wurfmörser 69
Der 21-cm-Wurfmörser 69 war ein schwerer Mörser der deutschen Wehrmacht, der gegen Ende des Zweiten Weltkriegs im Rahmen eines Rüstungsnotprogramms entwickelt wurde.

## Geschichte

### Entwicklung
Die Waffe basierte auf einem Prototyp, den die Skoda-Werke als 22-cm-sGrW entwickelt hatten, der aber auf das 21-cm-Kaliber geändert wurde, um vorhandene Munitionsbestände verschießen zu können. Hintergrund waren der Ausfall von Rohstofflieferungen und Produktionskapazitäten für die Herstellung schwerer Artilleriegeschütze durch Kriegsereignisse und der Versuch, diese Engpässe durch eine einfache Konstruktion aufzufangen.
Nach Aussage von General Walter Buhle befahl Adolf Hitler ohne Konsultation des Heereswaffenamtes die Einführung der Waffe. Die Erprobungen waren nach Buhle mit zahlreichen Problemen behaftet und die Waffe wurde nach seiner Aussage ohne ausreichende Erprobung an die Fronteinheiten übergeben.

### Technik
Die Räder des Mörsers wurden in Feuerstellung in Halterungen gehoben, die auf einer halbkreisförmigen Schiene beweglich montiert waren, während der hintere Teil durch ein Kugelgelenk mit einer Bodenplatte verbunden war. So konnte die gesamte Waffe rund 60 Grad geschwenkt werden. Der Höhenrichtbereich lag zwischen 40 und 70 Grad. Die Schussweite lag bei bis zu 6400 Metern, die Mündungsgeschwindigkeit betrug 243,6 m/s.
Munition:
- Die Wurfgranate 5021 war 1,19 m lang und 85 kg schwer. Die Granate bestand zum größten Teil aus Beton, der, mit Stahlschrott gemischt, als Splitter fungierte.
- Wurfgranate 5004
- Wurfgranate 5031

### Organisation und Einsatz
Die Waffen sollten in den neu aufgestellten Volks-Artillerie-Korps mit je 27 Werfern eingesetzt werden. So sollten in einer Salve über zwei Tonnen Geschossmasse verschossen werden. Ausgeliefert wurden die ersten neun Werfer an das Volks-Artillerie-Korps 410, wo sie in eine schwere Granatwerferabteilung eingegliedert werden sollten.